# Guillem Pujol Belmonte
Guillem Pujol Belmonte (Blanes, Selva, 13 de febrer de 1997) és un nedador català.
Membre del Centre Natació Mataró, va començar a nedar al Club Squash Blanes i, durant els primers anys, va combinar la pràctica d'aquest esport amb el futbol a través del Club Deportiu Blanes. L'any 2009 s'incorporà a l'equip de natació de la Selecció Catalana, que es va proclamar Campió d'Espanya durant sis edicions consecutives. Durant diversos anys va entrenar al Centre d'Alt Rendiment de Sant Cugat del Vallès. Pujol va aconseguir el títol de Campió de Catalunya i Espanya d'aigües obertes, i també el de Campió d'Espanya de llarga distàmcia.
L'any 2013 Guillem Pujol es va proclamar campió d'Europa infantil de natació en aigües obertes, després de guanyar la cursa disputada a la localitat turca de Darica-Kocaeli, sobre una distància de 5 quilòmetres. Aquell mateix any, ja havia guanyat el campionat d'Espanya infantil celebrat a Palma en la prova dels 400 metres lliures, i també va obtenir la plata en els 200 metres i el bronze en els 1.500 metres lliures.
L'any 2015 l'ajuntament de la seva vila natal, en reconeixement de la seva exitosa trajectòria esportiva, li va fer entrega de una que reproduïa l'escut oficial de l'Ajuntament de Blanes, una placa on es podia llegir la llegenda: “Pels seus èxits esportius i haver contribuït a donar a conèixer la nostra vila arreu”.
Guillem Pujol ha guanyat, entre l'any 2014 i 2021, les vuit edicions conseqütives de la Copa Nadal de natació, la popular competició d'aigües obertes que se celebra cada 25 de desembre al Port de Barcelona.
El maig de 2022 Guillem Pujol va guanyar la 'Tuna Race Balfegó', una prova de natació a mar oberta, celebrada a l'Ametlla de Mar, amb la qual s'inicia la temporada de travesses. El juliol de 2022 va guanyat dos ors i una plata als Campionats de Natació de Catalunya celebrats a Mataró. Participant com a membre del Centre Natació Mataró, va aconseguir or als 1500 metres i als 800 metres, i plata a la competició dels 400 metres lliures. El desembre d'aquest mateix any, Pujol aconseguí la primera posició en el Campionat de Catalunya de Fons Indoor, que va tenir lloc al Club Natació Barcelona (CNB), un esdeveniment en el qual, en una piscina de vint-i-cinc metres, es disputaren proves de 3000 metres a nivell absolut i júnior, i de 2000 metres en clau infantil per dilucidar els millors fondistes catalans a les diferents categories.